# Национальная театральная премия (Беларусь)
«Национальная театральная премия» — театральная премия Белоруссии, проводится с 2011 года периодичностью раз в два года.
Место проведения — Минск, церемония открытия проводится в Театре имени М.Горького, церемония награждения в Театре имени Янки Купалы.
Организаторами выступают Министерство культуры Белоруссии и Мингорисполком совместно с Белорусским союзом театральных деятелей.
Участвовать в конкурсе могут белорусские профессиональные театральные коллективы.
Победителям в различных номинациях вручается статуэтка «Аист» (аист на античной колонне, с крыльями в виде театрального занавеса), и денежная премия варьирующая от 40 до 250 базовых величин (840 — 5250 белорусских рублей).
Отдельно с 2012 года вручается персональная Премия «За вклад в развитие театрального искусства» (с денежной премией в 100 базовых величин).

## Критика
Появление и проведение Белоруссией своей «золотой маски» привлекло внимание критиков.
Отмечается непрозрачный отбор заявок на конкурс, без широкого информирования, без фамилий экспертов, недопуск к конкурсу негосударственных театров и творческих коллективов.
Малочисленность театров допускаемых к конкурсу и их явные неравные «весовые категории» (доктор искусствоведения Ричард Смольский заметил: «Все-таки у глубинки и столицы разные и творческие, и технические театральные возможности») приводят к предсказуемости лидеров в номинациях, как писала о конкурсе 2021 года газета «Звязда».
Так в первый 2011 год премии из 8 статуэток 5 получил Национальный академический театр имени Янки Купалы.
А в отдельных номинациях, таких как лучший оперный и лучший балетный спектакли, поскольку в Белоруссии только два театра, которые могут претендовать на награды в этих номинациях, Большой театр Белоруссии и Музыкальный театр, эти театры всегда получают все награды, интрига только в том, какую именно оперу из трех выдвинутых и какой из двух балетов признают лучшими, а в номинации «Лучший спектакль музыкального театра» альтернативы Музыкальному театру просто нет и приз гарантирован.
Самым интересным для критиков становится номинация с наибольшим числом претендентов — «Лучший спектакль театра драмы», и актёры в этой секции, так в 2018 году в номинации «Лучшая женская роль в спектакле театра драмы» на приз претендовали 14 актрис.
Алексей Дударев, председатель жюри конкурса 2011 года, председатель жюри секции «драмы» конкурса 2018 года, и сам лауреат конкурса 2016 и 2021 года, так оценил конкурс:

Конкурс показал реальную ситуацию в белорусском театре. Сильный он или слабый — в таких категориях рассуждать о нем не берусь.

## Лауреаты
Лауреаты главного приза «За вклад в развитие театрального искусства»:
- 2012 — Геннадий Гарбук, артист
- 2014 — Наталия Гайда, артистка
- 2016 — Алексей Дударев, драматург, председатель Белорусского союза театральных деятелей
- 2018 — Андрей Новиков, директор Могилевского областного драматического театра
- 2021 — Валентин Елизарьев, худрук Большого театра Белоруссии и Александр Козак, худрук Брестского драматического театра
- 2023 — Адам Мурзич, художественный руководитель Белорусского государственного академического музыкального театра

## Премии по годам

### 2011 — I
Проводился 4-10 октября.
В конкурсе участвовало 15 спектаклей 14 театров — восьми столичных и четырех региональных.
Пять из восьми статуэток получил Национальный академический театр имени Янки Купалы.
Источники

### 2012 — II
Проводился 12-19 ноября.
В конкурсе участвовали 16 театров.
Приз «Лучший спектакль» получил спектакль «Пиковая дама» Гродненского областного театра кукол, он стал триумфатором в номинациях: «Лучшая режиссерская работа» (Олег Жюгжда) и «Лучшая женская роль» (Лариса Микулич). В номинации «Лучшая мужская роль» приз получил актёр Александр Полозков из Минского ТЮЗа.
Премию за вклад в развитие театрального искусства Беларуси — народный артист Беларуси Геннадий Гарбук.
Источники

### 2014 — III
В конкурсе участвовал 21 спектакль.
В номинации «Лучший спектакль театра драмы» лучшим жюри назвало спектакль «Оракул?..» по А.Макаенка в постановке Минского драматического театра им. М. Горького, режиссёр-постановщик Борис Луценко.
Лауреатом в номинации «Лучший художник-постановщик» объявлен Валерий Раевский (посмертно).
Награды «За вклад в развитие театрального искусства» — народная артистка Беларуси Наталия Гайда
Источники

### 2016 — IV
Проводился 21-27 ноября.
В конкурсе участвовал 21 спектакль.
У Большого театра Беларуси шесть наград, Музыкальный театр получил три награды, остальные — по одной.
Впервые полную съемку церемонии награждения победителей премии телезрители могли посмотреть в эфире «Беларусь 3».
Приза «За вклад в развитие театрального искусства» удостоен драматург, председатель Белорусского союза театральных деятелей Алексей Дударев
Источники

### 2018 — V
Проводился с 2 октября по 21 декабря.
В конкурсе участвовали 48 спектакля.
Премии за вклад в развитие театрального искусства Беларуси удостоен директор Могилевского областного драматического театра Андрей Новиков.
Источники

### 2021 — VI
В конкурсе участвовали 28 спектаклей.
Премию за вклад в развитие театрального искусства удостоены художественный руководитель Большого театра Белоруссии Валентин Елизарьев и художественный руководитель Брестского академического драматического театра имени Ленинского комсомола Беларуси Александр Козак.
Источники

### 2023 — VII
Проводился с 25 октября по 18 ноября.
В этом году в конкурсе было 32 спектакля от 20 театров.
В номинации «Лучший спектакль театра драмы для большой сцены» победу одержал спектакль «Идиот» по роману Фёдора Достоевского постановки Национального академического драматического театра имени Максима Горького.
Премию за вклад в развитие театрального искусства получил Адам Мурзич, художественный руководитель Белорусского государственного академического музыкального театра.
Источники